# Государства и регионы Сомали

Контроль над регионами Сомали по состоянию на июль 2017:
Центральное правительство
Исламисты
Пунтленд
Сомалиленд

Сомали — федеративная республика, состоящая из пяти федеративных регионов, а также самопровозглашённого государства Сомалиленд. Де-факто, север Сомали разделён между автономным регионом Пунтленд (который рассматривает себя как автономное государство) и Сомалилендом. В центральном Сомали, Галмудуг — другая региональная единица, находящаяся к югу от Пунтленда.
Федеральный парламент Сомали отвечает за выбор количества и границ автономных региональных (официально — федеральных) государств в составе Федеративной Республики Сомали. С этой целью законодательный орган в декабре 2014 года принял закон о создании комиссии по границам и федерализации. Этот орган уполномочен определять границы входящих в состав страны федеральных государств, а также проводить арбитражные разбирательства между ними по вопросам их соответствующей юрисдикции.

## Список государственных образований на территории Сомали
- Сомалиленд (с 1991) находится на северо-западе Сомали, де-факто независимое государство с ограниченным признанием. В мае 1991 года северные кланы провозгласили независимую Республику Сомалиленд, включавшую в себя 5 из 18 административных регионов Сомали[6]. Сомалиленд не имеет полноценных дипломатических отношений ни с одной другой страной. По данным Сомали, Сомалиленд занимает северо-западную часть ее территории и составляет около 27,6 % от общей заявленной территории. Большинство стран мира признают Сомалиленд как отколовшимся или автономным регионом Сомали. В действительности Сомали не обладает эффективным суверенитетом над Сомалилендом, который продолжает отстаивать свою независимость.

### Части федеративного государства или его союзники
- Галмудуг (с 2006). По итогам подписанного 14 октября 2014 года соглашения, с 2015 года фактически объединился с автономным образованием Химан и Хеб, в результате чего возникло Государство Центральных регионов Сомали[7][8].
- Джубаленд (1998—1999, 2010—2011, с 2013). На 2014 год — независимое образование, союзное Федеральному правительству Сомали и противостоящее Харакат аш-Шабабу; в ноябре 2014 года военные силы Джубаленда были интегрированы в армию Федерального правительства[9]. Контролирует провинции Нижняя Джубба, Средняя Джубба, Гедо.

- Пунтленд (с 1998)[10] планирует войти в состав федеративного Сомалийского государства, до 2010 года являлся основной его опорой в борьбе с радикальными исламистами. В январе 2014 года прошли очередные президентские выборы[11].
- Федеральное правительство Сомали было создано 20 августа 2012 года, после окончания действия временного мандата Переходного федерального правительства Сомали[12].
- Хиршабелле (с 2016). 9 октября 2016 года в процессе федерализации произошло объединение областей Хиран и Средняя Шабелле в новую Временную администрации Хиршабелле, новой столицей которой стал город Джоухар.
- Юго-Западное Сомали (2002—2006, с 2014). В марте 2014 года вновь созданное Юго-Западное Сомали получило статус автономного государства, подчиняющегося Федеральному правительству Сомали. В ноябре была утверждена конституция этого государства[13]. Контролирует провинции Нижняя Шабелле, Бай, Баколь.
- Государство Центральных регионов Сомали (с 2015) создаётся Федеральным правительством на центральных территориях Сомали.

## Исламские администрации
- Харакат аш-Шабаб (с 2006)
  -  Исламский Эмират Сомали (с 2008)

## Территориальный состав государственных образований в Сомали
Некоторые регионы являются спорными территориями и несколько государств включает их в свою административную структуру.
- Сомалиленд
  - Аудаль (Борама)
  - Вокуй-Гальбид (Харгейса)
  - Габили (Габили)
  - Тогдер (Буръо)
  - Сахиль (Бербера)
  - Санаг (Эригабо)
  - Соль (Ласъанод)
  - Салал (Сайла)
  - Сарар (Айнабо)
  - Одуэйне (Одуэйне)
  - Хауд (Балегубадле)
  - Айн (Буходле)
- Пунтленд
  - Бари (Босасо)
  - Каркар (Кардо)
  - Мудуг (Галькайо)
  - Нугаль (Гароуэ)
  - Санаг (Эригабо)
  - Соль (Ласъанод)
  - Бадхан (Бадхан)
  - Бохаро (Дахар)
  - Айн (Буходле)

- Юго-Западное Сомали
  - Бай (Байдабо)
  - Баколь (Худдур)
  - Нижняя Шабелле (Марка)
- Галмудуг
  - Мудуг (Галькайо)
  - Хобьо (Хобьо)
- Джубаленд
  - Гедо (Гарбахаррей)
  - Средняя Джубба (Буале)
  - Нижняя Джубба (Кисмайо)

## Бывшие государственные образования

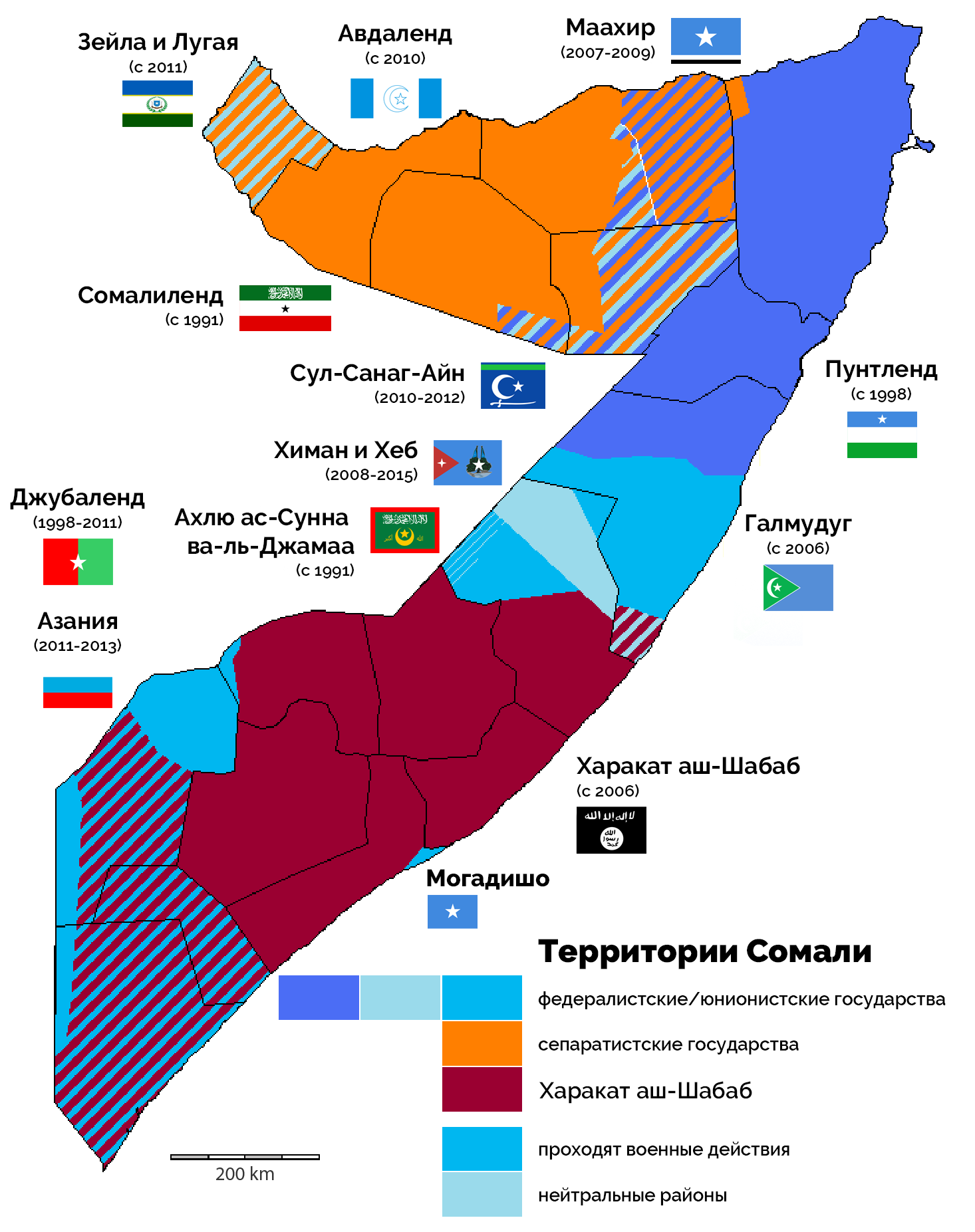
Территории Сомали, 2011 год

- Авдаленд[14][15][16][17] (2010) считает себя независимым от Сомалиленда (провозгласив себя автономным государством в Сомали), планирует войти в состав федеративного Сомалийского государства. Провозглашение декларативно, контроля над территорией не имеет.
- Азания (2011—2013) — кенийский проект создания администрации на территории Джубаленда в период, когда он был разгромлен Харакат аш-Шабабом.
- Маахир (2007—2009) — государство на северо-востоке между Сомалилендом и Пунтлендом, занято последним.
- Нортленд (2008—2009) — государство между Сомалилендом и Пунтлендом.
- Сул-Санаг-Айн (2010—2012) — государство, образованное на место Нортленда. На его месте возникло государство Хатумо.
- Хатумо (2012—2018)[18][19][20] — автономное государство, планировавшее войти в состав федеративного Сомалийского государства, но в конечном итоге в 2017—2018 годах влившееся в Сомалиленд.
- Химан и Хеб (2008—2015) по итогам подписанного 14 октября 2014 года соглашения, с 2015 года фактически объединился с Галмудугом, в результате чего возникло Государство Центральных регионов Сомали.

Исламские администрации
- Хэзб аль-Ислам (2009—2010; 2012—2014) — группировка, конкурирующая с Харакат аш-Шабабом и после поражения слившаяся с ним.
- Союз исламских судов (1993—2006) — повстанческое движение, после его поражения возник Харакат аш-Шабаб .
- Ахлю ас-Сунна ва-ль-Джамаа (ASWJ; 1991—2018) — группировка, соединилась с Галмудугом.

## История
Таким образом в разные периоды гражданской войны на территории Сомали существовали или существуют следующие государственные образования и группировки:
- Республика Сомали (основная часть Могадишо, благодаря размещённому там, под эгидой Африканского союза, воинскому контингенту из Уганды и Бурунди) — в 2000—2012 годах территории, контролируемые Переходным федеральным правительством, которому позже формально также подчинилось несколько самопровозглашённых полуавтономных государств и мелких группировок, не желавших подчиняться «Аш-Шабаабу» и Сомалиленду.
- Альянс полевых командиров (различные районы Могадишо) — по сути, влился в Переходное федеральное правительство.
- Центральные Штаты Сомали (центр) — межклановое государственное образование, существовавшее на начальном этапе войны, позже оказавшееся под контролем умеренных исламистов, радикалов и сепаратистов Галмудуга.
- Галмудуг (центр) — автономный район, первоначально провозгласил свою независимость, но затем признал Переходное федеральное правительство, считая себя автономией, в войне участвовал на стороне федерального правительства.
- Химан и Хеб (центр) — полуавтономное государственное образование, отделившееся от Галмудуга, придерживалось нейтралитета, позже решило войти в состав федеративного Сомали.
- Ахлу-Сунна валь-Джамаа (Ahlus Sunnah wal Jamaah, ASWJ («Большинство»); центральные районы, прилегающие к границе с Эфиопией) — группировка умеренных исламистов, позже поддержавших Переходное Федеральное Правительство и участвовавших в войне на его стороне, контролируя небольшую территорию на линии фронта, получила статус автономии.
- «Армия сопротивления Раханъен» («Фронт сопротивления Раханъен», юго-запад) — группировка, чья территория позже оказалась под временным контролем радикальных исламистов, в настоящее время движение признало федеральное правительство, образовав автономное Юго-Западное Государство Сомали.
- Джубаленд (юго-запад) — первоначально провозгласило независимость, но затем оказалось под контролем радикальных исламистов СИС. Влиятельное в регионе военизированное исламское «Движение Раскамбони» стало сотрудничать с умеренными исламистами, ведя борьбу с «Аш-Шабааб», которому поначалу проигрывало, но в 2011 при поддержке Кении и федерального правительства Сомали была освобождена часть территории на юге региона и, при поддержке Эфиопии — часть территории на границе с Эфиопией, в южной части региона по инициативе Кении было провозглашено автономное государство Азания, придерживавшееся нейтралитета в гражданской войне, которое должно было заменить Джубаленд, но создание Азании не поддержало «Движение Раскамбони» и другие умеренные исламисты, а также Эфиопия, в итоге, Азании не удалось закрепить самостоятельность и взять под контроль ощутимую часть территории, на которую она претендовала. В 2013 году Азания стала частью Джубаленда, официально признанного автономией после подписания соглашений с федеральным правительством Сомали.
- Пунтленд (северо-восток) — автономный район (Автономный район Пунтленд, по пунтлендской конституции 2001 года — Сомалийское Государство Пунтленд), позже признавший центральное Переходное Федеральное Правительство, и примерно до марта-апреля 2010 года являвшийся его главной опорой и ядром для сплочения новой сомалийской государственности, однако после конфликта вокруг выданных федеральным правительством концессий на нефтяные месторождения в Пунтленде объявил о своём нейтралитете, что, по-видимому, послужило причиной краха наступления правительственных войск на «Аш-Шабааб» в феврале-марте 2010 года, но, в итоге, всё же согласился стать автономной частью будущего единого федеративного Сомали.
- Республика Сомалиленд (северо-запад) — провозгласила себя независимым государством 18 мая 1991 года, официально не признана ни одним государством мира, хотя имеет неформальные политические связи с рядом стран, имеет проблемы сепаратизма и на своей территории, а также территориальный конфликт с соседними Пунтлендом и отделившимся Хатумо, населёнными кланом Дарод.
- Маахир (север) — автономное государство, 1 июля 2007 года провозгласившее свою независимость от Сомалиленда, но затем, признав Переходное федеральное правительство и считая себя автономией, фактически ликвидированное и оказавшееся под контролем Сомалиленда и Пунтленда, с 11 января 2009 года полностью контролируется Пунтлендом, однако последний не исключил возможности предоставления Маахиру особого статуса внутри Пунтленда после объединения Сомали;
- Хатумо (север) — изначально находилось в составе самопровозглашённого Сомалиленда, но считало себя частью этнически близкого Пунтленда, в 2008 г. провозгласив свою независимость и от Сомалиленда, и от Пунтленда под наименованием Нортленд, сепаратизм был вызван пассивной позицией Пунтленда по вопросу возвращения территорий, захваченных Сомалилендом в 2007 году, в 2009 году признало Переходное Федеральное Правительство и стало считать себя автономией, но вскоре было ликвидировано, как и Маахир оказавшись под контролем Сомалиленда и Пунтленда, в 2010—2011 годах восстановило автономный статус под наименованием Сул-Санааг-Айн (SSC), в январе 2012 года провозгласило себя автономным штатом под названием Сомалийское Государство Хатумо, было признано в таком статусе президентом Сомали.
- Авдаленд (северо-запад) — самопровозглашённая в августе 2010 года автономная область, считает себя независимой от Сомалиленда и находящейся в составе федеративного Сомали, населена кланом Гадабуурси, в войне явным образом не участвует, в 2011 году на северо-западе региона также провозглашалось Государство Сайла и Лугуа, ныне Авдал фактически контролируется Сомалилендом;
- Союз исламских судов (СИС) — исламистская группировка, в какой-то период занявшая до половины территории страны и весь Могадишо, но после интервенции Эфиопии фактически расколовшаяся на радикальных (юг) и умеренных (центр Сомали) исламистов, которые некоторое время вели между собой военные действия, позже радикалы («Аш-Шабааб») получили контроль почти над всей территорией, которую занимал СИС.
- Исламский Эмират Сомали («Джамаат Аш-Шабаб», «Аш-Шабааб») — отколовшееся от СИС радикальное исламистское движение, имеющее связи с «Аль-Каидой» и тесно сотрудничающее с радикальными исламистами соседнего Йемена, с 2008 года существует, как «Исламский Эмират Сомали», в какой-то момент контролировавший значительные территории на юго-западе и в центре Сомали.
- «Хезб аль-Ислам» — фактически расформированная радикальная исламистская вооружённая группировка, являвшаяся одной из основных в Сомали, её бойцы присоединились к группировке «Аль-Шабааб»[21].
- Кроме того, ряд территорий фактически до сих пор не имеет какой бы то ни было централизованной власти вообще и управляется главами местных племён, а также пиратскими кланами.